# Tour Isabelle
(Pascal Sombardier, Chartreuse inédite: Itinéraires insolites)
La Tour Percée (letteralmente: Torre Forata), altresì conosciuta come Tour Isabelle, è una montagna delle Prealpi della Chartreuse all'interno del Parco naturale regionale della Chartreuse, nel comune di Saint-Bernard, (Isère, Francia).
La montagna presenta la singolare caratteristica di un doppio arco naturale. La luce di apertura dell'arco naturale misura 32 metri di lunghezza, il che lo rende l'arco naturale più grande delle Alpi.
Totalmente sconosciuto al pubblico, la Tour Percée divenne famosa quando l'alpinista francese Pascal Sombardier, esplorando le prealpi della Charteuse al fine di completare la scrittura del proprio libro "Chartreuse inédite: Itinéraires insolites", la scoprì casualmente nel maggio 2005. La fotografia del doppio arco diventò così la copertina del libro pubblicato nel 2006 e la tour Percée venne eletta a simbolo dei tesori nascosti della catena montuosa della Chartreuse.
A causa della sua recente scoperta e della pericolosità per arrivarci, la tour Percée è poco menzionata dalle guide turistiche.